# غراهام بورغس
غراهام بورغس (بالإنجليزية: Graham Burgess)‏ هو لاعب شطرنج بريطاني، ولد في 24 فبراير 1968 في ليفربول في المملكة المتحدة.

## وصلات خارجية
- غراهام بورغس على موقع الاتحاد الدولي للشطرنج (الإنجليزية)
- غراهام بورغس على موقع مباريات الشطرنج (الإنجليزية)
- غراهام بورغس على موقع 365Chess.com (الإنجليزية)
- غراهام بورغس على موقع Chesstempo.com (الإنجليزية)